# Liste der Kulturgüter in Raron
Die Liste der Kulturgüter in Raron enthält alle Objekte in der Gemeinde Raron im Kanton Wallis, die gemäss der Haager Konvention zum Schutz von Kulturgut bei bewaffneten Konflikten, dem Bundesgesetz vom 20. Juni 2014 über den Schutz der Kulturgüter bei bewaffneten Konflikten sowie der Verordnung vom 29. Oktober 2014 über den Schutz der Kulturgüter bei bewaffneten Konflikten unter Schutz stehen.
Objekte der Kategorien A und B sind vollständig in der Liste enthalten, Objekte der Kategorie C fehlen zurzeit (Stand: 1. Januar 2023).

## Kulturgüter
| Foto |                                                                                      | Objekt                                                                   | Kat. | Typ | Standort                                  | Beschreibung |
| ---- | ------------------------------------------------------------------------------------ | ------------------------------------------------------------------------ | ---- | --- | ----------------------------------------- | ------------ |
| ja   | Datei hochladen · Wikidata zu Kirche St. Roman mit altem Pfarrhaus (Q29573888)       | Kirche St. Roman mit altem Pfarrhaus KGS-Nr.: 06936                      | A    | G   | Burghügel 628090 / 128872                 |              |
| ja   | Datei hochladen · Wikidata zu Wohnturm der Viztume (Q29573890)                       | Wohnturm der Viztume KGS-Nr.: 06939                                      | A    | G   | Stalde 628129 / 128894                    |              |
| BW   | Datei hochladen · Wikidata zu Neolithisch-bronzezeitlicher Höhenstandort (Q29573886) | Heidnischbühl, neolithisch-bronzezeitlicher Höhenstandort KGS-Nr.: 06940 | A    | S   | 628600 / 128799                           |              |
| ja   | Datei hochladen · Wikidata zu Maxenhaus (Q29892412)                                  | Maxenhaus KGS-Nr.: 06941                                                 | B    | G   | Dorfplatz 6 627853 / 129002               |              |
| BW   | Datei hochladen · Wikidata zu Kirche St. German (Q29892416)                          | Kirche St. German KGS-Nr.: 06943                                         | B    | G   | St. German, Dorfstrasse 9 629444 / 129064 |              |
| BW   | Datei hochladen · Wikidata zu Tscherggenhaus (Q29892418)                             | Tscherggenhaus KGS-Nr.: 06944                                            | B    | G   | St. German, Tscherggen 628951 / 129015    |              |
| BW   | Datei hochladen · Wikidata zu Vogelhaus (Q29892419)                                  | Vogelhaus KGS-Nr.: 06945                                                 | B    | G   | St. German, Tscherggen 628961 / 129024    |              |
| BW   | Datei hochladen · Wikidata zu Zentriegenhaus (Q29892421)                             | Zentriegenhaus KGS-Nr.: 06946                                            | B    | G   | Oberdorfgasse 11 627903 / 129028          |              |
| ja   | Datei hochladen · Wikidata zu Bietschtal Viadukt BLS (Q18018757)                     | Bietschtal-Viadukt BLS KGS-Nr.: 09073                                    | B    | G   | 628900 / 130261                           |              |
| BW   | Datei hochladen · Wikidata zu Museum auf der Burg (Q27487139)                        | Museum «auf der Burg» KGS-Nr.: 10702                                     | B    | S   | Stalde 628095 / 128894                    |              |
| ja   | Datei hochladen · Wikidata zu Kapelle St. Josef (Q120752557)                         | Kapelle St. Josef KGS-Nr.: 17343                                         | B    | G   | Dorfplatz 627840 / 128955                 |              |